# NGC 7219
NGC 7219 (другие обозначения — PGC 68312, ESO 108-19, FAIR 1002, IRAS22094-6505) — спиральная галактика с перемычкой (SBa) в созвездии Тукан.
Этот объект входит в число перечисленных в оригинальной редакции «Нового общего каталога».